# Chīma
Chīma är en ort i Indien.   Den ligger i distriktet Ludhiana och delstaten Punjab, i den norra delen av landet, 250 km norr om huvudstaden New Delhi. Chīma ligger 264 meter över havet och antalet invånare är 9 894.
Terrängen runt Chīma är mycket platt. Runt Chīma är det tätbefolkat, med 709 invånare per kvadratkilometer. Närmaste större samhälle är Khanna, 13,1 km öster om Chīma. Trakten runt Chīma består till största delen av jordbruksmark.